# سفيتلانا أبروسيموفا
سفيتلانا أبروسيموفا (بالروسية: Абросимова, Светлана Олеговна) مواليد 9 يوليو 1980 في سانت بطرسبرغ، الجمهورية الروسية السوفيتية الاتحادية الاشتراكية، هي لاعبة كرة سلة روسية تم اختيارها من قبل فريق مينيسوتا لينكس خلال الدرافت. مثلت منتخب بلادها. شاركت في دورة الألعاب الأولمبية الصيفية سنة 2000. حققت المركز الثاني في كأس العالم لكرة السلة للسيدات 1998. فازت بلقب دوري المحترفات.

## المسيرة الاحترافية
لعبت مع مينيسوتا لينكس من سنة 2001 إلى 2007، ثم لعبت مع كونيتيكت صن في سنة 2008، ثم لعبت مع سياتل ستورم في سنة 2010.

## سجل المنافسة
شاركت في المنافسات التالية:
- الألعاب الأولمبية الصيفية 2000
- الألعاب الأولمبية الصيفية 2008

## الميداليات
| الميدالية | المسابقة                           |
| --------- | ---------------------------------- |
| برونزية   | الألعاب الأولمبية الصيفية 2008     |
| فضية      | كأس العالم لكرة السلة للسيدات 1998 |
| فضية      | كأس العالم لكرة السلة للسيدات 2006 |

## روابط خارجية
- سفيتلانا أبروسيموفا على موقع الاتحاد الدولي لكرة السلة (الإنجليزية)
- سفيتلانا أبروسيموفا على موقع الاتحاد الوطني لكرة السلة النسائية (الإنجليزية)
- سفيتلانا أبروسيموفا على موقع كرة السلة الأوروبية.كوم (الإنجليزية)
- سفيتلانا أبروسيموفا على موقع كلية كرة السلة في سبورتس رفرنس.كوم (الإنجليزية)
- سفيتلانا أبروسيموفا على موقع بروبوليرز (الإنجليزية)
- سفيتلانا أبروسيموفا على موقع سبورتس رفرنس (الإنجليزية)
- سفيتلانا أبروسيموفا على موقع سبورتس رفرنس (الإنجليزية)
- سفيتلانا أبروسيموفا على موقع أوليمبيديا (الإنجليزية)